# Oegoconia meledantis
Oegoconia meledantis is een vlinder uit de familie dominomotten (Autostichidae). De wetenschappelijke naam is, als Clerogenes meledantis, voor het eerst geldig gepubliceerd in 1921 door Meyrick.
De soort komt voor in het Afrotropisch gebied.